# Recount
Recount is een Amerikaanse televisiefilm uit 2008 die geregisseerd werd door Jay Roach. Het politiek drama is gebaseerd op de Amerikaanse presidentsverkiezingen van 2000. De hoofdrollen worden vertolkt door Kevin Spacey, Bob Balaban, Ed Begley jr., Laura Dern en Tom Wilkinson.
De film werd bekroond met onder meer de Emmy Award voor beste televisiefilm. Laura Dern won voor haar vertolking een Golden Globe.

## Verhaal
In november 2000 nemen de Republikeinse gouverneur George W. Bush en de Democratische vicepresident Al Gore het tegen elkaar op in de Amerikaanse presidentsverkiezing. 
In de staat Florida, waar Bush' broer Jeb gouverneur is en de uitslag slechts nipt in het voordeel van Bush is, eisen de Democraten een handmatige hertelling omdat men vermoedt dat er onregelmatigheden hebben plaatsgevonden tijdens de geautomatiseerde telling van de stemmen. Beide politieke partijen oefenen juridische druk uit op de lokale verkiezingscomités en bestuurders, waaronder staatssecretaris Katherine Harris, om de hertelling naar hun hand te zetten. Aan Republikeinse zijde wordt er een juridisch team samengesteld bestaande uit advocaten en politieke raadgevers als James Baker, Ben Ginsberg en Mac Stipanovich, terwijl aan Democratische zijde een team gevormd wordt bestaande uit onder meer Ron Klain, David Boies en Michael Whouley.
Omdat het presidentschap op het spel staat, groeit de chaotische hertelling in Florida uit tot een mediacircus. Na weken juridisch getouwtrek wordt de knoop in december 2000 door het Hooggerechtshof doorgehakt.

## Rolverdeling
| Acteur           | Personage          |
| ---------------- | ------------------ |
| Kevin Spacey     | Ron Klain          |
| John Hurt        | Warren Christopher |
| Laura Dern       | Katherine Harris   |
| Tom Wilkinson    | James Baker        |
| Denis Leary      | Michael Whouley    |
| Ed Begley jr.    | David Boies        |
| Bob Balaban      | Ben Ginsberg       |
| Bruce McGill     | Mac Stipanovich    |
| Paul Jeans       | Ted Olson          |
| Bruce Altman     | Mitchell Berger    |
| Alex Staggs      | Craig Waters       |
| Steve Coulter    | Martin London      |
| Doug Williford   | Mark Fabiani       |
| Matt Miller      | Jeb Bush           |
| Brent Mendenhall | George W. Bush     |
| Grady Couch      | Al Gore            |

## Productie
In april 2007 werd aangekondigd dat Sydney Pollack de film zou regisseren in dienst van HBO. Door ziekte moest Pollack uiteindelijk afhaken, maar hij bleef wel als uitvoerend producent bij de film betrokken. In augustus 2007 werd hij als regisseur vervangen door Jay Roach. Een maand later werd Kevin Spacey gecast als hoofdrolspeler.
De film werd opgenomen in Jacksonville en Tallahassee (Florida). Op 25 mei 2008 ging de film in première op HBO. Een dag later overleed Pollack ten gevolge van maagkanker.

## Prijzen en nominaties
| Jaar | Prijs         | Categorie                                       | Genomineerde(n)                                                        | Uitslag     |
| ---- | ------------- | ----------------------------------------------- | ---------------------------------------------------------------------- | ----------- |
| 2008 | Emmy Awards   | Beste tv-film                                   | Paula Weinstein, Len Amato, Sydney Pollack, Jay Roach, Michael Hausman | Gewonnen    |
| 2008 | Emmy Awards   | Beste regie (miniserie/tv-film)                 | Jay Roach                                                              | Gewonnen    |
| 2008 | Emmy Awards   | Beste scenario (miniserie/tv-film)              | Danny Strong                                                           | Genomineerd |
| 2008 | Emmy Awards   | Beste acteur (miniserie/tv-film)                | Kevin Spacey                                                           | Genomineerd |
| 2008 | Emmy Awards   | Beste acteur (miniserie/tv-film)                | Tom Wilkinson                                                          | Genomineerd |
| 2008 | Emmy Awards   | Beste acteur in een bijrol (miniserie/tv-film)  | Bob Balaban                                                            | Genomineerd |
| 2008 | Emmy Awards   | Beste acteur in een bijrol (miniserie/tv-film)  | Denis Leary                                                            | Genomineerd |
| 2008 | Emmy Awards   | Beste actrice in een bijrol (miniserie/tv-film) | Laura Dern                                                             | Genomineerd |
| 2008 | Emmy Awards   | Beste montage (miniserie/tv-film)               | Alan Baumgarten                                                        | Gewonnen    |
| 2008 | Emmy Awards   | Beste productieontwerp (miniserie/tv-film)      | Patti Podesta, Christopher Tandon, Anuradha Mehta                      | Genomineerd |
| 2008 | Emmy Awards   | Beste casting (miniserie/tv-film)               | David Rubin, Richard Hicks, Lori Wyman, Kathleen Chopin                | Genomineerd |
| 2009 | Golden Globes | Beste tv-film                                   | Beste tv-film                                                          | Genomineerd |
| 2009 | Golden Globes | Beste acteur (miniserie/tv-film)                | Kevin Spacey                                                           | Genomineerd |
| 2009 | Golden Globes | Beste acteur (miniserie/tv-film)                | Tom Wilkinson                                                          | Genomineerd |
| 2009 | Golden Globes | Beste acteur in een bijrol (miniserie/tv-film)  | Denis Leary                                                            | Genomineerd |
| 2009 | Golden Globes | Beste actrice in een bijrol (miniserie/tv-film) | Laura Dern                                                             | Gewonnen    |